# جنوب اليمن في دورة الألعاب الأولمبية الصيفية 1988
نافست جمهورية اليمن الديمقراطية في دورة الألعاب الأولمبية الصيفية لعام 1988 في سيول، كوريا الجنوبية. كانت هذه هي المرة الوحيدة التي نافس فيها اليمن الجنوبي في الألعاب الأولمبية. بعد الوحدة مع شمال اليمن، شارك اليمن الموحد في دورة الألعاب الأولمبية الصيفية لعام 1992.

## ميداليات

### ميداليات من الألعاب
| الألعاب  | ذهب         | فضة         | برونز       | المجموع     |
| -------- | ----------- | ----------- | ----------- | ----------- |
| 1988 سول | 0           | 0           | 0           | 0           |
| 1992–    | اليمن (YEM) | اليمن (YEM) | اليمن (YEM) | اليمن (YEM) |
| المجموع  | 0           | 0           | 0           | 0           |

## ألعاب القوى
رجال

| الرياضي              | حدث    | تصفيات   | تصفيات | الجولة الثانية | الجولة الثانية | نصف النهائي | نصف النهائي | النهائي  | النهائي  |
| الرياضي              | حدث    | نتيجة    | ترتيب  | نتيجة          | ترتيب          | نتيجة       | ترتيب       | نتيجة    | ترتيب    |
| -------------------- | ------ | -------- | ------ | -------------- | -------------- | ----------- | ----------- | -------- | -------- |
| ايهاب فؤاد احمد ناجي | 100 م  | 11.53    | 8      | لم يتأهل       | لم يتأهل       | لم يتأهل    | لم يتأهل    | لم يتأهل | لم يتأهل |
| ساحم صالح مهدي       | 200 م  | 22.95    | 8      | لم يتأهل       | لم يتأهل       | لم يتأهل    | لم يتأهل    | لم يتأهل | لم يتأهل |
| فاروق احمد سيد       | 5000 م | 15:11.20 | 18     | لم يتأهل       | لم يتأهل       | لم يتأهل    | لم يتأهل    | لم يتأهل | لم يتأهل |

## ملاكمة
| الرياضي        | حدث              | الجولة الأولى                 | الجولة الثانية | الجولة الثالثة | الجولة الرابعة | نصف النهائي   | النهائي       | النهائي |
| الرياضي        | حدث              | الخصم النتيجة                 | الخصم النتيجة  | الخصم النتيجة  | الخصم النتيجة  | الخصم النتيجة | الخصم النتيجة | الترتيب |
| -------------- | ---------------- | ----------------------------- | -------------- | -------------- | -------------- | ------------- | ------------- | ------- |
| محمد محفوض سيد | −51 كغ\|قالب:Bye | إيمانويل نسوبوغا (أوغندا)خسر  | لم يتأهل       | لم يتأهل       | لم يتأهل       | لم يتأهل      | 17            |         |
| علي محمد جعفر  | −57 كغ           | وان تشاي بونجسري (تايلاند)خسر | لم يتأهل       | لم يتأهل       | لم يتأهل       | لم يتأهل      | لم يتأهل      | 33      |

## روابط خارجية
- "النتائج الأولمبية". اللجنة الأولمبية الدولية. مؤرشف من الأصل في 2021-04-28.
- "جنوب اليمن". Olympedia.com. مؤرشف من الأصل في 2021-07-11.
- "Olympic Analytics/YMD". olympanalyt.com. مؤرشف من الأصل في 2021-08-24.
- التقارير الأولمبية الرسمية